# Тверицкая набережная
Твери́цкая набережная — набережная по левому берегу реки Волга в Заволжском районе города Ярославля. Набережная начинается в посёлке Рогово и тянется через Тверицы, Савино и Проскуряково.
С Тверицкой набережной открывается вид на расположенные на Волжской набережной Успенский собор, Стрелку, Волжскую башню.

## История
Первое известное название, упомянутое в 1884 году, — Волжская набережная. Название отражает расположение улицы по берегу Волги. В феврале 1957 году было присвоено название Тверицкая набережная в связи с расположением на территории посёлка Тверицы. Переименование связано с необходимостью устранения одноименных названий в городе.
В 1957 году в Тверицкую набережную были включены прибрежные улицы посёлков Рогово (в черте города с начала XX века), Савино и Проскуряково (в черте Ярославля — с 1940 года).

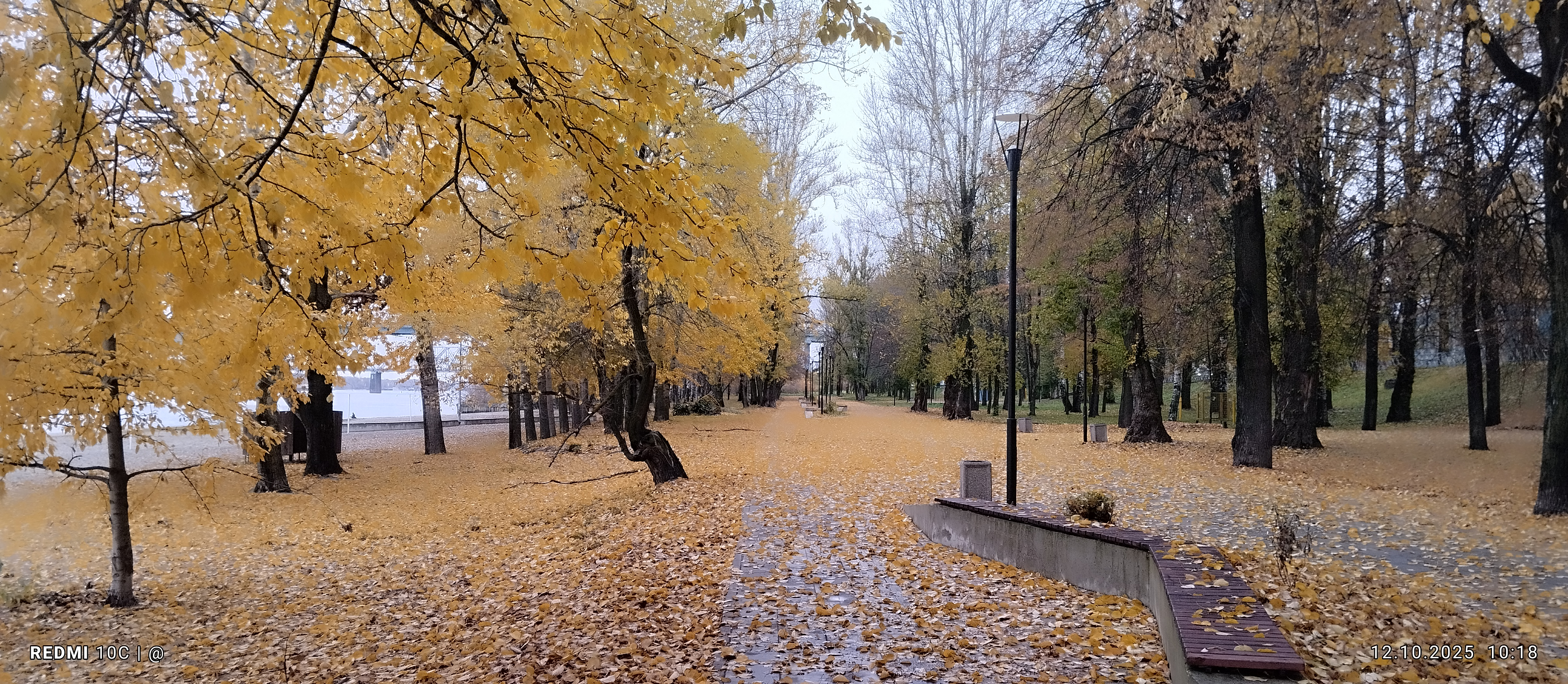
Памятник юнгам в Тверицах

## Примечательные здания и сооружения
- № 13а — Бывший доходный дом Белозеровых[2]
- № 14 — Дом, в котором размещался штаб Красной гвардии Заволжского района[3]
- № 19 — Бывший дом Денисовой[4]
- № 26 — Церковь Зосимы и Савватия (Троицкая церковь, возведенная в 1771 году снесена)[5]. Каменная, построена в 1693.
- № 51 — Бывший дом Чирковых[6]
- № 77 — Церковь Софии Премудрости Божией в Савине

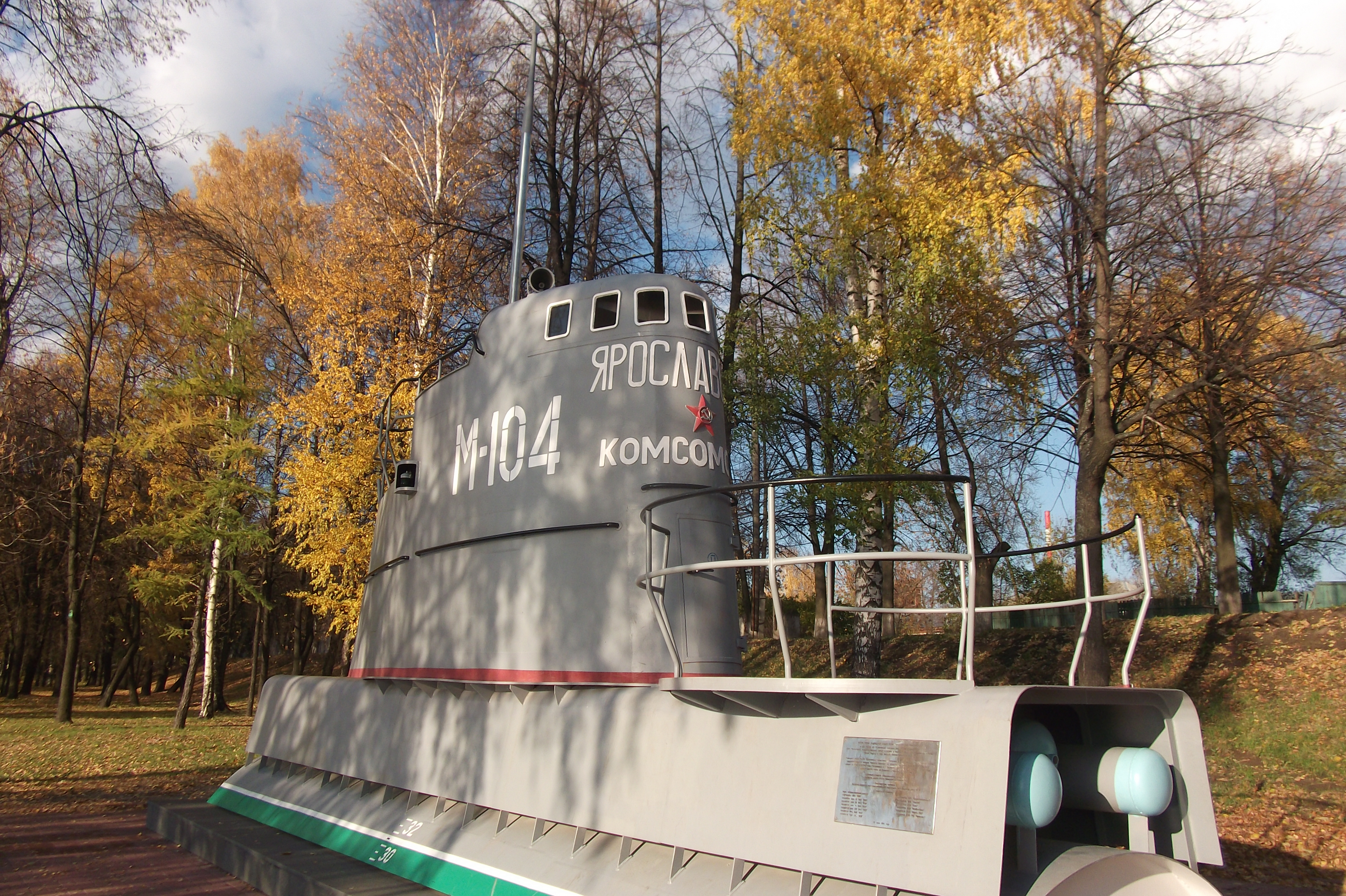
Рубка подводной лодки

## Памятники
- Памятный знак Соловецким Юнгам[7]
- Памятник В.К. Харитонову
- Памятный знак на месте стоянки человека каменного века. 28 сентября 2005 года открыт первый археологический памятник в Тверицах — он представляет собой простой камень-булыжник, на котором укреплена металлическая доска с надписью «Здесь находится древнейшая стоянка эпохи неолита „Заволжье“ (V—IV вв. до н. э.)».
- Памятник подводной лодке М-104 «Ярославский комсомолец». Установлен в 2014 году[8].